# Gordana Janjić
Gordana Janjić (Banja Luka, 22 gennaio 1952 – Belgrado, 19 febbraio 2022) è stata una cestista jugoslava.

## Carriera
Con la Jugoslavia ha disputato due edizioni dei Campionati europei (1972, 1974).